# سنط شائع
سنط شائع أو سنط عنبري أو ميموزا (الاسم العلمي: Acacia decurrens)، هي شجرة معمرة أو شجيرة من فصيلة البقولية. موطنها شرق نيو ساوث ويلز، بما في ذلك سيدني ومنطقة الجبال الزرقاء الكبرى ومنطقة هانتر وجنوب غرب إقليم العاصمة الأسترالية. تنمو على ارتفاع 2-15 م (7-50 قدمًا) وتزهر من يوليو إلى سبتمبر.
تُزرع في جميع أنحاء أستراليا وفي العديد من البلدان الأخرى، وقد وطن في معظم الولايات الأسترالية وفي إفريقيا والأمريكتين وأوروبا ونيوزيلندا والمحيط الهادئ ومنطقة المحيط الهندي واليابان.